# March ör Die
March ör Die (с англ. — «Маршируй или умри») — десятый студийный альбом британской рок-группы Motörhead, выпущенный 14 августа 1992 года на лейбле Epic.

## Об альбоме
Диск был записан в Music Grinder Studios, в Лос-Анджелесе. В записи приняли участие сразу трое барабанщиков: Фил Тейлор был уволен из группы, за то, что он никак не мог попасть в ноты при записи партии ударных к песне «I Ain’t No Nice Guy» и его место, в качестве сессионного музыканта, занял Томми Олдридж. Микки Ди записал партию ударных к песне Hellraiser, которая была написана Лемми в соавторстве с Оззи Осборном и Заком Вайлдом и ранее издавалась на альбоме Озборна No More Tears. Позднее Микки Ди вошёл в состав Motörhead.
Также в записи альбома приняли участие Оззи Осборн (который вместе с Лемми исполняет песню «I Ain’t No Nice Guy») и гитарист Guns N' Roses Слэш (соло в песне «I Ain’t No Nice Guy» и гитара в «You Better Run»)
Песня «You Better Run» (с англ. — «Лучше беги») в 2004 году была перезаписана как «You Better Swim» (с англ. — «Лучше плыви»), специально для фильма «Губка Боб Квадратные Штаны»

## Список композиций
Авторами всех песен являются Лемми, Würzel и Фил Кэмпбелл, кроме отмеченных
| №   | Название              | Автор(ы)                       | Длительность |
| --- | --------------------- | ------------------------------ | ------------ |
| 1.  | «Stand»               |                                | 3:31         |
| 2.  | «Cat Scratch Fever»   | Тед Ньюджент                   | 3:52         |
| 3.  | «Bad Religion»        |                                | 5:01         |
| 4.  | «Jack the Ripper»     |                                | 4:39         |
| 5.  | «I Ain't No Nice Guy» | Лемми                          | 4:18         |
| 6.  | «Hellraiser»          | Лемми, Оззи Осборн, Закк Уайлд | 4:35         |
| 7.  | «Asylum Choir»        |                                | 3:40         |
| 8.  | «Too Good to Be True» |                                | 3:36         |
| 9.  | «You Better Run»      | Лемми                          | 4:51         |
| 10. | «Name in Vain»        |                                | 3:06         |
| 11. | «March ör Die»        | Лемми                          | 5:41         |

## Участники записи

### Motörhead
- Иэн Фрэйзер «Лемми» Килмистер — бас-гитара, вокал
- Фил Кэмпбелл — соло-гитара
- Мик «Würzel» Бёрстон — соло-гитара

### А также
- Томми Олдридж — ударные
- Фил «Грязное Животное» Тейлор — ударные в «I Ain’t No Nice Guy»
- Микки Ди — ударные в «Hellraiser»
- Питер Солли — клавишные, виолончель
- Оззи Осборн — дополнительный вокал в «I Ain’t No Nice Guy»
- Слэш — дополнительная гитара в «I Ain’t No Nice Guy» и «You Better Run»

## Позиции в чартах
| Год  | Чарт                  | Позиция |
| ---- | --------------------- | ------- |
| 1992 | UK Albums Chart       | 60      |
| 1992 | German Albums Chart   | 21      |
| 1992 | Sverigetopplistan     | 42      |
| 1992 | Swiss Albums Chart    | 18      |
| 1992 | Austrian Albums Chart | 16      |

## Факты
- Сходным образом (March or Die) именовался британский военный фильм 1977 года, в русском переводе более известный как «Легионеры».